# Adam Wolanin
Adam Stanislaw Wolanin (* 13. November 1919 in Lwiw, Zweite Polnische Republik; † 26. Oktober 1987 in Park Ridge, Vereinigte Staaten) war ein polnisch-US-amerikanischer Fußballspieler auf der Position eines Stürmers. Im Jahre 1976 wurde er in der Kategorie „Spieler“ in die National Soccer Hall of Fame aufgenommen.

## Karriere
Adam Wolanin wurde am 13. November 1919 in der heute in der Ukraine liegenden Stadt Lwiw, die zum damaligen Zeitpunkt der Zweiten Polnischen Republik angehörte, als Sohn von Ludwig und Karolina Wolanin geboren und wuchs hier auch auf. Nachdem er hier auch seine Karriere als Fußballspieler begonnen hatte, schaffte es der Stürmer als 17-Jähriger in den Kader des damaligen Erstligisten Pogoń Lwów und gehörte dem Verein bis zu dessen Auflösung nach dem Einmarsch sowjetischer Truppen und der darauffolgenden Besatzung Ostpolens im September 1939 an. In weiterer Folge floh Wolanin bei Ausbruch des Zweiten Weltkrieges nach England, wo er vorerst bei der zweiten Mannschaft des FC Blackpool unterkam, ehe auch in England der offizielle Spielbetrieb aufgrund der Kampfhandlungen eingestellt wurde. Bald darauf soll Wolanin bereits in die Vereinigten Staaten ausgewandert sein, wo er sich in der Gegend um Chicago im US-Bundesstaat Illinois niederließ und neben dem Fußballspielen als Fleischer arbeitete. Zwischenzeitlich soll er um 1941 noch für den erfolgreichen Sowjet-Klub Spartak Moskau angetreten, jedoch kurz darauf wieder in die Vereinigten Staaten zurückgekehrt sein. Hier war er im Laufe der nächsten Jahre für diverse Mannschaften aus der Gegend in und um Chicago im Einsatz und wurde regelmäßig in Regionalauswahl berufen. So trat er unter anderem im Jahre 1943 für die Mid-West All-Stars, eine All-Star-Mannschaft mit Spielern aus dem Mittleren Westen, in Erscheinung. Zwischen 1947 und 1949 spielte er für die Fußballmannschaft der Chicago Maroons in der damals populären National Soccer League of Chicago.
Noch im Jahre 1949 folgte ein Wechsel zum 1940 von polnischen Immigranten gegründeten Amateurteam A.A.C. Eagles, das zu diesem Zeitpunkt in der  National Soccer League of Chicago in Erscheinung trat und ab dem Folgejahr unter dem Namen Chicago Eagles am Spielbetrieb teilnahm. Zu ebendieser Zeit erhielt er auch eine Einberufung in die Fußballnationalmannschaft der Vereinigten Staaten, die zu diesem Zeitpunkt vom gebürtigen Schotten William Jeffrey trainiert wurde. Unter Jeffrey nahm er an der Fußball-Weltmeisterschaft 1950 in Brasilien teil, wo er noch im ersten Spiel der Gruppe 2 gegen Spanien von Beginn an als Rechtsaußen eingesetzt wurde und mit den US-Amerikanern die Partie mit 1:3 verlor. In den beiden nachfolgenden Gruppenspielen gegen England (1:0-Sieg) und Chile (2:5-Niederlage), saß Wolanin daraufhin uneingesetzt auf der Ersatzbank und kam bis zum Ausscheiden seiner Mannschaft als Gruppenletzter nicht mehr zum Einsatz. Sein Länderspiel gegen Spanien sollte auch sein letztes im Laufe seiner aktiven Fußballkarriere sein. Nach seiner Rückkehr von Brasilien setzte er seine Karriere bei den Chicago Falcons fort, bei denen er schließlich von 1950 bis 1953 zum Einsatz kam und mit der Mannschaft im Jahre 1953 den US-amerikanischen Fußballpokal gewann.
Noch vor dem Gewinn des National Challenge Cup schaffte das Team im Jahre 1952 den Sprung von der damaligen NSL First Division in die NSL Major Division und gewann noch im gleichen Jahr den sogenannten Peel Cup, die Fußballmeisterschaft des Bundesstaates Illinois, was damals neben dem National Challenge Cup als eine der höchsten Auszeichnungen für Mannschaften des US-Fußballs galt. Auch im Jahr des Gewinns des National Challenge Cups gingen die Chicago Falcons als Sieger des Peel Cup hervor. Während der 1940er und 1950er Jahre hatte er auch einige Auftritte bei den Chicago All-Stars, einer All-Star-Mannschaft mit Chicagoer Spielern von verschiedenen Mannschaften, mit denen er unter anderem 1948 gegen den ŠK Slovan Bratislava, 1950 gegen den Hamburger SV und Beşiktaş Istanbul oder 1951 gegen AIK Stockholm antrat. Weiters spielte er 1948 für eine Auswahl der National Soccer League of Chicago gegen Djurgårdens IF und 1949 gegen IFK Göteborg. Über das spätere Leben Adam Wolanins ist nichts Näheres bekannt, jedoch dürfte er sich nach 1953, mittlerweile 33- bzw. 34-jährig aus dem aktiven Sport zurückgezogen haben, lebte aber bis zu seinem Lebensende in der Nähe von Chicago. Nachdem der gebürtige Pole im Jahre 1976 in der Kategorie „Spieler“ in die National Soccer Hall of Fame aufgenommen wurde, verstarb er am 26. Oktober 1987 kurz vor seinem 68. Geburtstag in der Kleinstadt Park Ridge, einem nordwestlichen Vorort von Chicago. Rund fünf Jahre nach seinem Tod wurde er im Jahre 1992 posthum in der Illinois Soccer Hall of Fame aufgenommen.